# Kortenhoefse Plassen
De Kortenhoefse Plassen is een laagveengebied in Nederland dat onderdeel is van de Oostelijke Vechtplassen. Het gebied wordt beheerd door Natuurmonumenten en ligt in de provincie Noord-Holland.

## Geschiedenis
De Kortenhoefse Plassen, en de Oostelijke Vechtplassen in het algemeen, zijn ontstaan door het winnen van turf. In de loop van duizenden jaren hoopten plantenresten zich in de bodem op tot veen. Het veen werd afgegraven door de streekbewoners en gedroogd tot turf, om het vervolgens te gebruiken als brandstof. Door het uitsteken van het veen ontstonden petgaten. Het veen werd gedroogd op smalle stroken land, de legakkers. Harde wind en golven spoelden later de petgaten en legakkers weg, waardoor op sommige plaatsen grote meren en plassen ontstonden. De oude legakkers en petgaten zijn nog steeds in het landschap terug te vinden.
De Kortenhoefse Plassen is van oorsprong een erg biodivers natuurgebied doordat er zowel plassen als moerassen aanwezig zijn. Deze moerassen zijn gevormd door een mechanisme genaamd verlanding. Bij dit proces wordt het water uit de plassen geleidelijk vervangen door veen, doordat allerlei verschillende groeistadia van planten elkaar opvolgen.

## Toerisme

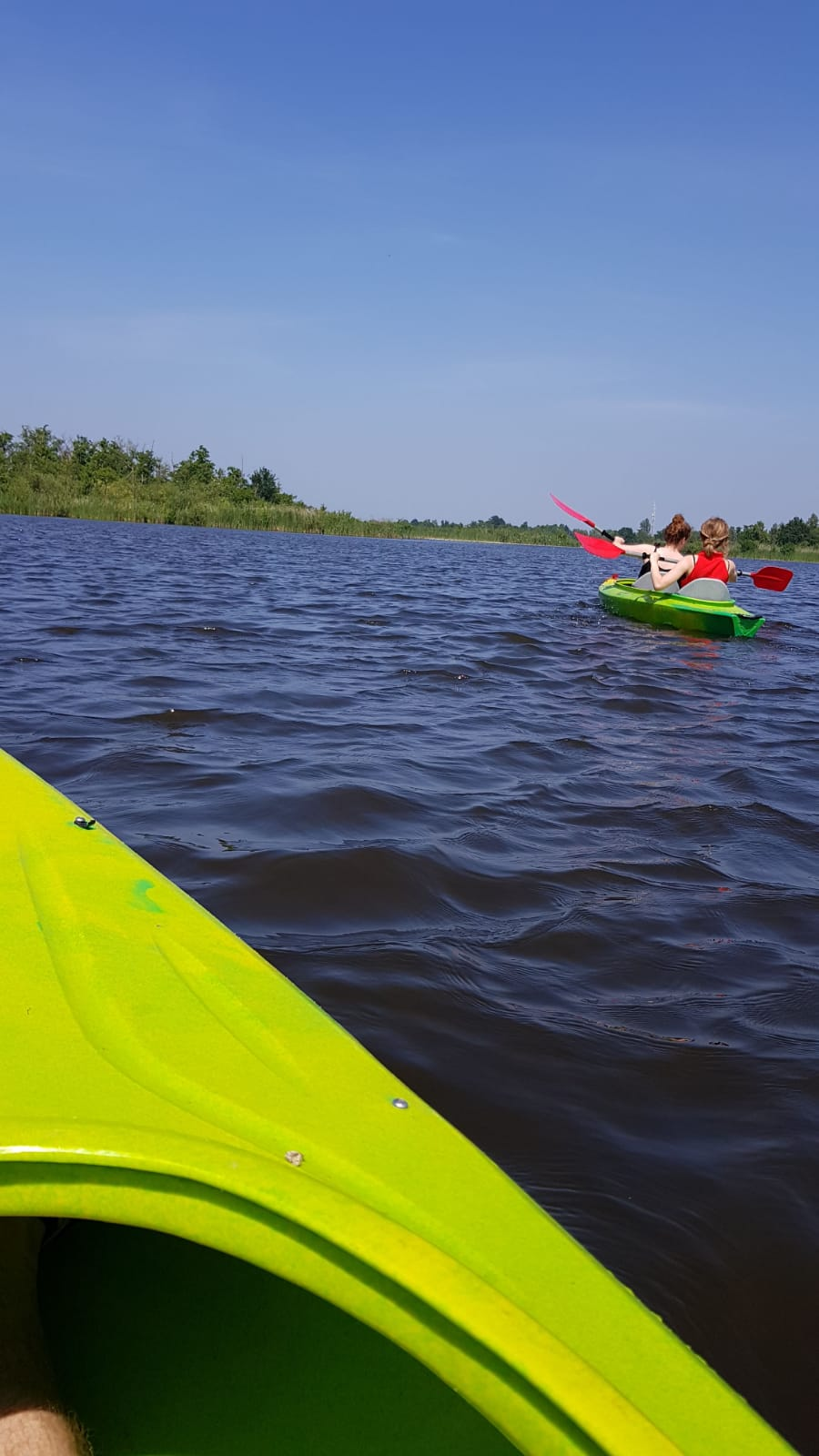
kanovaren is een mooie manier om de Kortenhoefse plassen te verkennen

Op de Kortenhoefse plassen is het toegestaan om te varen met kano’s en roeibootjes. Gemotoriseerde voertuigen zijn echter verboden om de rust in het gebied te bewaren en de natuur niet te verstoren. Er zijn in de nabije omgeving verschillende verhuurders van kano’s en kajakken en er zijn routes met een lengte variërend van 3 tot 10 kilometer. Er loopt een onderzoek naar een plan om het Hilversums Kanaal te verbinden met de plassen, om het gebied aantrekkelijker te maken voor bezoekers over het water. Als het heeft gevroren, leent het gebied zich heel goed om te schaatsen. Ook is er één officiële wandelroute door het gebied met een lengte van 9 kilometer.

## Gebiedsbeschrijving
Het beheer, de afwisseling van land en water en het verschil in waterkwaliteit en veendikte zorgt ervoor dat de Kortenhoefse plassen een heel gevarieerd gebied is. Er is een grote verscheidenheid aan plant- en diersoorten. Bij de oevers van de plassen zijn vooral rietlanden en (moeras)hooilanden te vinden. Ook zijn er bosachtige gebieden.
De bebouwing rond het gebied van de plassen en rond de Heuvelrug heeft invloed op de waterkwaliteit, welke op zijn beurt weer invloed heeft op de vegetatie en de soorten in het water. Sinds 1958 wordt er in het gebied ook drinkwater gewonnen uit de bodem. Vooral de hoger gelegen delen van de Kortenhoefse Plassen hebben hier last van.

### Verlanding
Verlanding is een belangrijk mechanisme voor het ontstaan van de karakteristieke moerassen in de Kortenhoefse Plassen. Bij verlanding volgen verschillende typen vegetatie elkaar op, met in elk stadium specifieke plantensoorten. Sommige plantensoorten kunnen bagger vasthouden, met als gevolg dat de bodem wordt opgehoogd door de dode plantenresten. Hier wordt uiteindelijk veen gevormd. Langs de luwe zijde van de plassen is de kans op verlanding het grootst, en bij de loefzijde juist klein. Daar slaat namelijk weinig bagger neer en het veen spoelt weg. Er wordt hier geen kragge (een drijvend vegetatiedek) gevormd. Bij de luwezijde kan wel kragge worden gevormd. De kragge kan dikker worden en uiteindelijk kan er zelfs overheen gelopen worden: er is drijvend land (trilveen) ontstaan.
De stadia van verlanding bestaan uit vier fases: de pionierfase, de slaapmosfase, de veenmosfase en de hoogveenfase. Elke fase heeft specifieke vegetatie.
1. pioniersfase: het water is nog vrij diep en er groeien moerasplanten, zoals kleine lisdodde, moerasvaren, riet en later drijftillen en gewone moerasplanten.
2. slaapmosfase: als de kragge dikker is geworden, zullen er slaapmossen gaan groeien. De eerste landplanten zullen nu groeien.
3. veenmosfase: vooral kalkmijdende veenmossen zullen groeien. De kragge is nog dikker en dichter geworden.
4. hoogveenfase: moerasplanten verdwijnen, doordat ze niet meer bij het grondwater kunnen. Er is ondertussen een dikke laag van veenmossen ontstaan en er gaan nieuwe plantensoorten groeien, zoals haarmos.

Verlanding is belangrijk voor het diverse landschap. De verdwijning van verlandingsstadia is deels het gevolg van natuurlijke successie. Als omstandigheden hetzelfde blijven, blijft het stadium constant: de climax. In de Kortenhoefse Plassen is dat hoogveen.

## Bedreigingen voor de Kortenhoefse Plassen
Er spelen een aantal problemen in de Kortenhoefse Plassen waardoor de soortendiversiteit vermindert. De grootste bedreigingen voor de soortenrijkdom in de Kortenhoefse Plassen zijn onder andere eutrofiëring, verzuring en uitdroging, alsook biologische factoren.
- Eutrofiëring: eutrofiëring vindt plaats als er te veel nutriënten zoals nitraten en fosfaten in het water komen. Dit kan ontstaan door nutriënten die door landbouw in het natuurgebied terechtkomen, maar ook door instroom door het water of via de lucht.
- Verzuring: het water in de plassen ondervindt geen problemen door de hoge buffercapaciteit van het water afkomstig uit het grondwater en het Rijnwater. Wel zijn de trilvenen en rietlanden in de Vechtstreek erg gevoelig voor verzuring: soorten die goed gedijen in zure omgevingen krijgen de overhand. Hetzelfde geldt voor kragge. Een gevolg hiervan is dat de slaapmosfase uit de successiestadia van verlanding erg kort duurt. Dit betekent dat er door verzuring minder trilveen zal zijn.
- Uitdroging: door extra verdamping van water in de zomer en uitdroging, worden plantenresten sneller afgebroken. Dit kan leiden tot extra mineralisatie en vermesting.
- Biologische factoren: nieuwe diersoorten in het gebied zoals de muskusrat en de grauwe gans kunnen de verlanding verstoren.

Door onder andere bovenstaande factoren wordt verlanding tegenwoordig verstoord. De opeenvolging van vegetaties (de vegetatiesuccessie), is de belangrijkste bron van natuurlijke variatie.

## Landbeheer

### Natura 2000
Kortenhoefse plassen is onderdeel van Natura 2000. Natuurmonumenten krijgt subsidie van de Europese Unie om bepaalde natuurdoelstellingen in het gebied te halen en herstelprojecten uit te voeren.

### Beheer op maat
Het gebied bestaat uit heel veel kleine perceeltjes met een aantal verschillende typen vegetatie. Dit moet op maat beheerd worden vanwege de verschillende soorten die er voorkomen of omdat bepaalde stukken moeilijk bereikt kunnen worden. Veel van de stukken land is veen, dus door de natte ondergrond is dit niet altijd goed bereikbaar voor voertuigen zoals tractoren en grasmaaiers. Dit maakt het beheren van het gebied ingewikkeld.

### Graslanden, hooilanden en bos
De stukken graslanden worden soms verpacht aan boeren, waardoor de graslanden door het vee op een natuurlijke manier begraasd worden. Voor de hooilanden, waar bepaalde zeldzame plantensoorten een bepaalde periode in het jaar bloeien, moet zelfs per vierkante meter bepaald worden wanneer het gemaaid moet worden. Verder zijn er stukken bos te vinden in het gebied die actief beheerd worden. Om te voorkomen dat bijvoorbeeld de bomen te groot worden en op de legakkers vallen wordt om de 6 jaar een deel van de bomen gekapt door vrijwilligers. Dat het actief beheren van de verschillende vegetatietypen door Natuurmonumenten belangrijk is, is duidelijk; de laatste 50 jaar maakt steeds meer riet- en hooiland plaats voor struweel en bos.

### Maatregel tegen eutrofiëring
Kraggen moeten worden gemaaid om verbossing tegen te gaan en tegelijkertijd worden op deze manier ook nutriënten afgevoerd. Het water voert namelijk niet genoeg af.

### Maatregelen tegen verzuring
Door verzuring duurt de slaapmosfase steeds korter. Er is als gevolg hiervan al lang een afname van trilvenen te zien. Een maatregel die in Kortenhoef wordt toegepast is ‘bekalken’: dit vermindert de verzuring.

## Waterbeheer
In een gebied als de Kortenhoefse Plassen is de waterkwaliteit erg belangrijk vanwege de aanwezigheid van laagveen. Het Waterschap is verantwoordelijk voor de waterkwaliteit, maar er wordt nauw samengewerkt met Natuurmonumenten.
Kwelwater vanuit de Utrechtse Heuvelrug stroomt het gebied in, maar door opkomende bebouwing in de omringende gebieden wordt dit steeds minder. Ook komt er steeds meer ‘gebiedsvreemd’ water de Kortenhoefse plassen in wat vaak te voedselrijk is en zo de algehele watersamenstelling veranderd. Oplossingen hiervoor zijn het bouwen van defosforylatie-installaties. Hiermee kan het inkomende water vanuit gebieden zoals de Vecht en het IJsselmeer voedselarm gemaakt worden. Dit gebeurt door het water te filteren en zo fosfaatverbindingen uit het water te halen. Dit is vooral belangrijk omdat de hoeveelheid kwelwater dat het gebied instroomt, wat de eutrofiëring op een natuurlijke wijze doet afnemen, minder wordt.
Het kwelwater dat het gebied instroomt, wordt goed benut door dit door het hele gebied te loodsen. Vooral omdat het vaak ophoopt in de laaggelegen delen wordt het vanuit daar ook weer naar de hoger gelegen delen gepompt met een klein gemaal.
Een andere manier om fosfaatrijk water tegen te werken, is het uitbaggeren van de plassen. In de Vechtstreek zijn meerdere plassen uitgebaggerd, met een verbetering van de waterkwaliteit als gevolg. Dit is in de Kortenhoefse plassen echter nog niet uitgevoerd.

## Ecologie

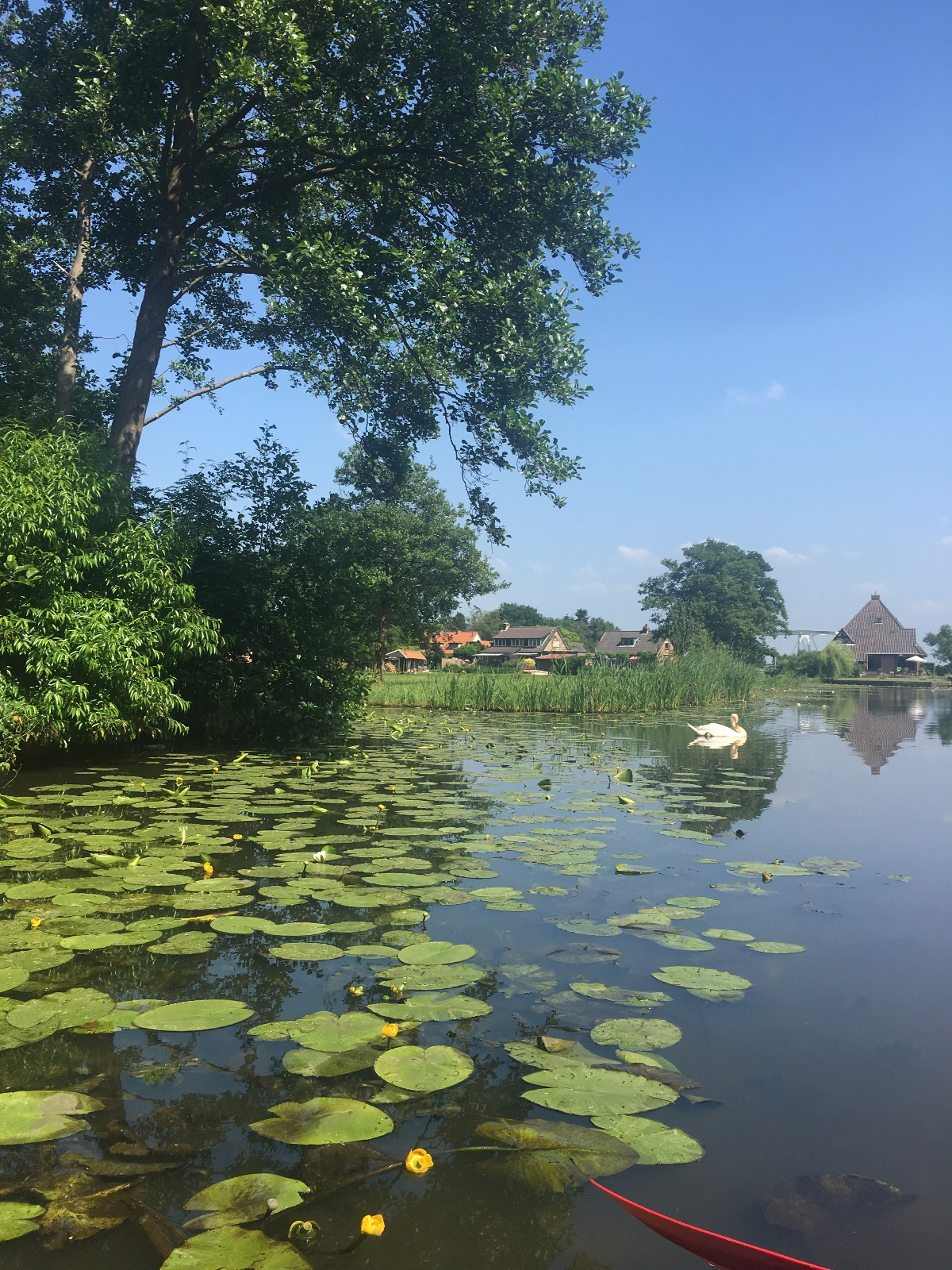
uitzicht vanaf het water van de Kortenhoefse Plassen, in het water ligt voornamelijk gele plomp

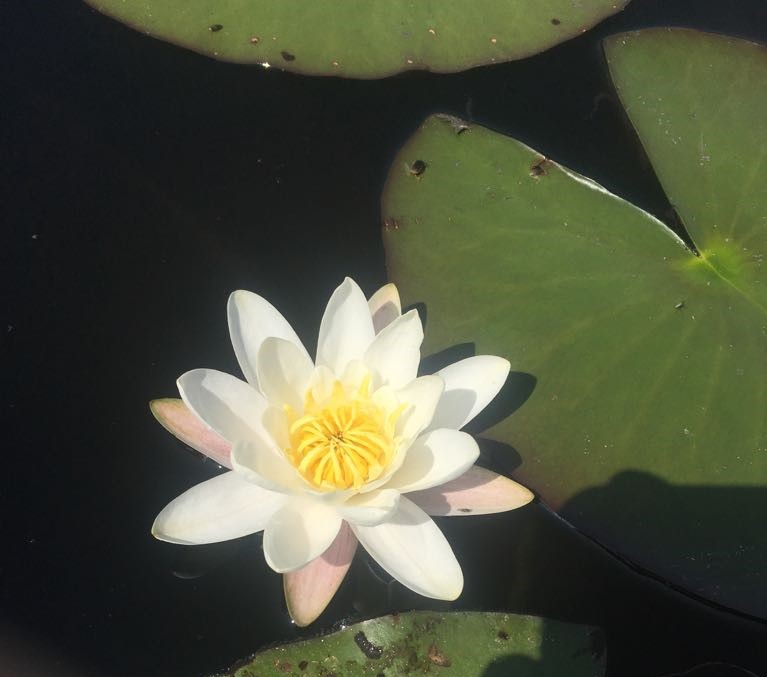
de witte waterlelie die veel te vinden is in de wateren van de Kortenhoefse plassen

Algemene soorten die voorkomen in de Vechtplassen en daarmee ook in de Kortenhoefse Plassen zijn waterplanten als krabbenscheer, gele plomp en witte waterlelie.
Bovendien zijn er mede door het beheer verschillende vegetatiesoorten in het gebied wat resulteert in een grote diversiteit aan soorten. In de rietlanden, die over het algemeen met lage frequentie gemaaid worden, kunnen natte ruigten zich goed ontwikkelen. Deze bestaan uit kruidachtige soorten met een hoge biomassaproductie die vaak voorkomen in natte, drassige gebieden. Deze ruigten zijn van groot belang voor insecten, in het bijzonder vlinders. Hoewel het voorkomen van deze ruigten in de omgeving de laatste jaren is gedaald, waarschijnlijk als gevolg van de slechte waterkwaliteit, zijn deze rietlanden in de Kortenhoefse Plassen alsnog goed behouden gebleven. In deze rietlanden met ruigten, maar ook op de graslanden, komt een tweetal bedreigde muizensoorten voor: de noordse woelmuis en de waterspitsmuis. Verder lenen dit soort gebieden in de Kortenhoefse Plassen zich goed voor moeras- en rietvogels. Rietvogels zoals de woudaap en de roerdomp gebruiken het gebied om te broeden. Ook zijn er in of rondom het gebied kolonies van zwarte stern en purperreiger te vinden en sinds 1990 kun je af en toe een ijsvogel spotten. De grote plassen trekken in de wintermaanden veel eenden en ganzen, waardoor de omliggende graslanden worden afgegrazen.
Rietlanden die verdrogen en verzuren, ontwikkelen zich tot hooilanden of schrale graslanden zoals bijvoorbeeld blauwgrasland. Verschillende grassen kunnen groeien op deze droge en zuurdere plekken, en een aantal van deze soorten vertoont een blauwe teint waar deze specifieke graslanden hun naam aan verdienen. Op deze ondergrond gedijen ook soorten zoals de blauwe knoop, en deze komt dan ook voor in de Kortenhoefse Plassen.
In de delen van de Kortenhoefse Plassen die zich in de loop der jaren ontwikkeld hebben tot bossen, komen vooral bomen als de zwarte els en de zachte berk voor. De bossen zijn niet erg soortenrijk en zijn dan ook vooral van belang voor de aansluiting binnen het gebied. Verder komen er, afgezien van sommige mossen zoals het violet veenmos, weinig zeldzame soorten in voor.